# 羅馬 (萊索托)
羅馬（Roma）是非洲南部國家萊索托的城鎮，由馬塞盧區負責管轄，位於該國西部，距離首都馬塞盧約34公里，海拔高度1,610米，建城於1862年，人口約8,000。1988年8月，教宗若望·保祿二世曾到訪該鎮。
29°26′48″S 27°42′29″E / 29.44667°S 27.70806°E